# Das K

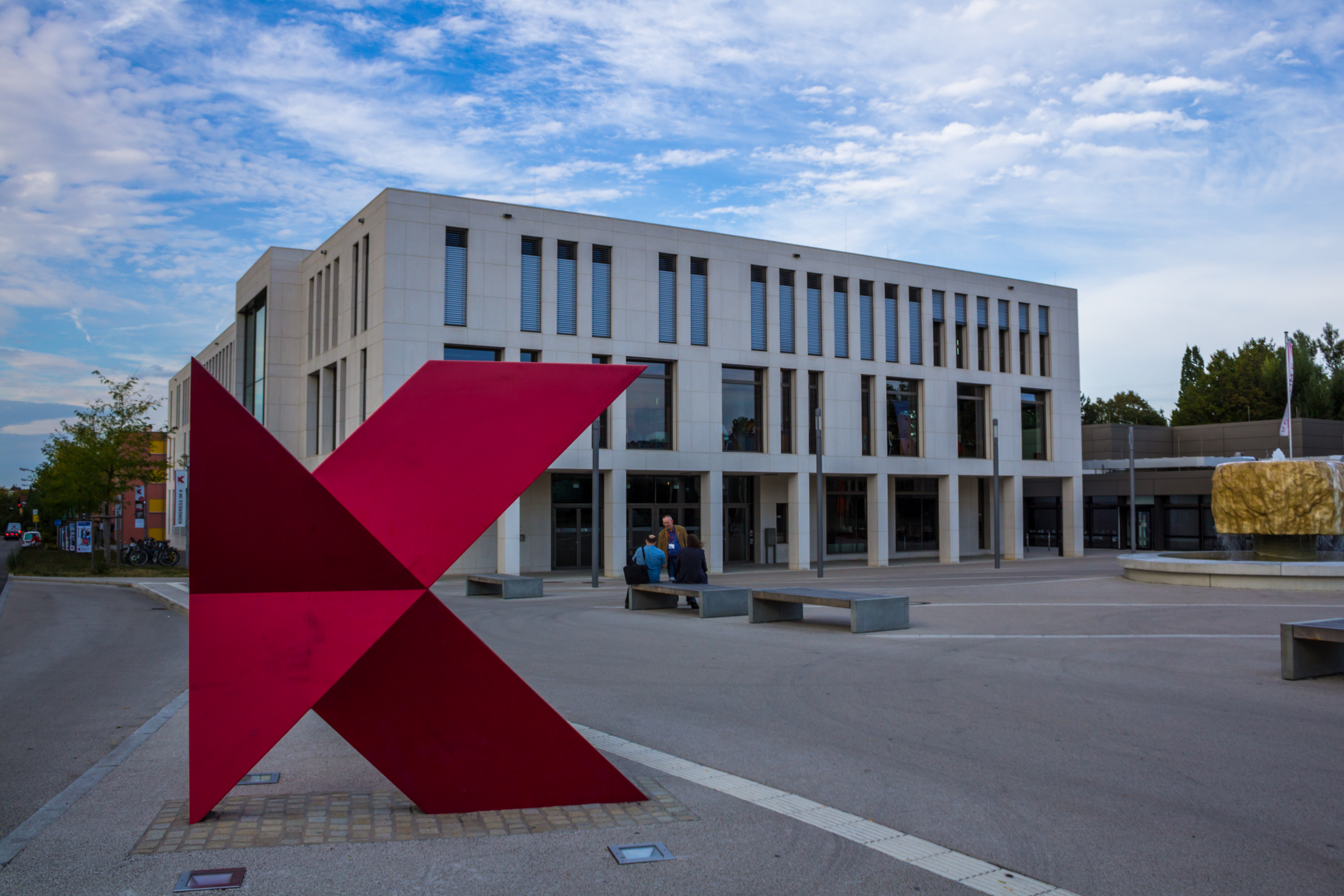
Außenansicht des Kultur- und Kongresszentrums Das K

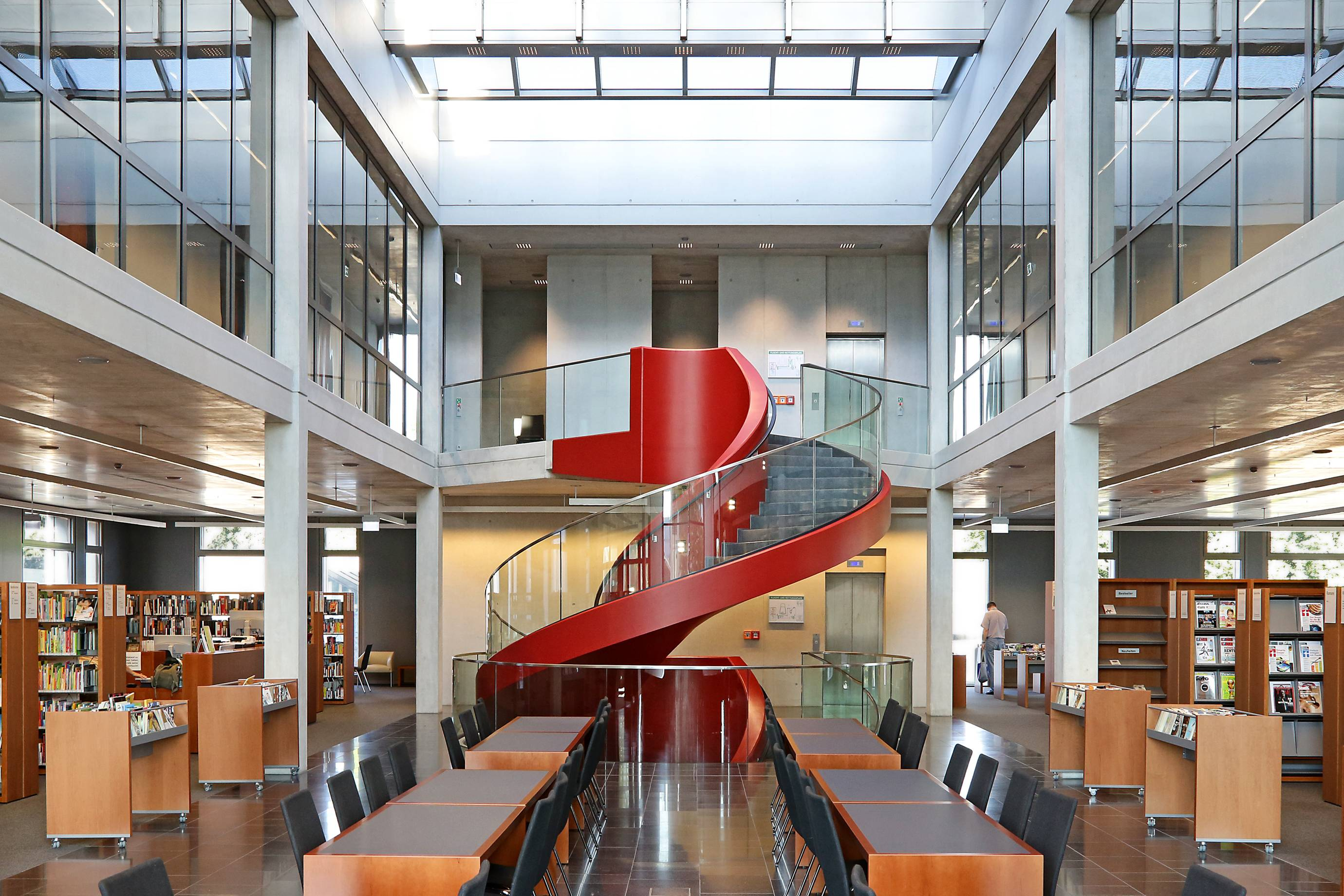
Rote Treppe in der Stadtbücherei

Das K ist ein Kultur- und Kongresszentrum im Eigenbetrieb der Stadt Kornwestheim. Neben Veranstaltungen aus den Bereichen Gesellschaft, Kultur und Wirtschaft für Privatpersonen und Unternehmen bietet es auch ein eigenes Veranstaltungsprogramm. Zudem ist in den Räumen des Ks die Stadtbücherei untergebracht. Ebenfalls an das Gebäude angeschlossen ist ein Restaurant.

## Geschichte

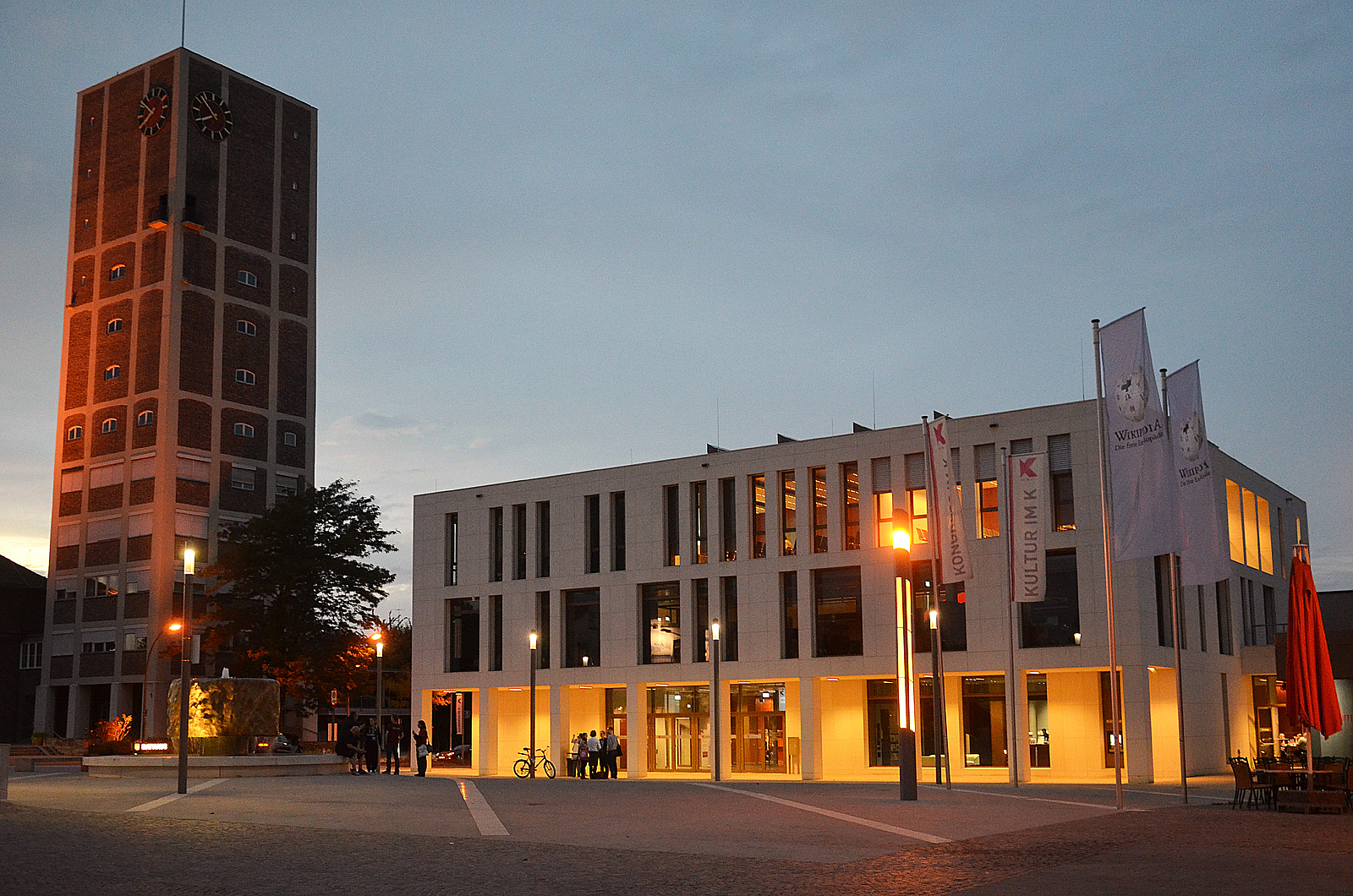
Das K im Abendlicht mit dem angestrahlten Rathausturm

Im Jahr 1967 beschloss der Gemeinderat der Stadt Kornwestheim, das ehemalige Kino „Koralle“ zu einem Konzert- und Theaterhaus umzubauen. Dieses wurde im Jahr 1974 eröffnet. Im Oktober 2006 musste das Gebäude wegen einer Asbestbelastung geschlossen werden. Im Mai 2011 wurde nach vierjähriger Planungsphase ein Kombibau, bestehend aus Stadtbücherei und Kulturhaus, beschlossen. Das Gebäude ist nach den Plänen des Architekturbüros AP Plan Mory Osterwalder Vielmo Architekten- und Ingenieursgesellschaft mbH erbaut worden. Im November 2012 wurde das Richtfest gefeiert. Im September 2013 ist das Kultur- und Kongresszentrum Das K eröffnet worden. Es verfügt über 6.500 m² Nutzfläche und bietet elf verschiedene Raumvariationen für 20 bis 2.000 Personen. Die Baukosten beliefen sich auf 20,5 Millionen Euro.
Die rote Stahlskulptur „K“ vor dem „K“ wurde 2013 aufgestellt. Gefertigt wurde sie von der Firma Raff + Grund, Freiberg/Neckar,
nach Entwürfen des Fachbereichs für Hochbau und Gebäudetechnik der Stadt Kornwestheim. Die Idee für das Logo geht auf die Werbeagentur pulsmacher, Ludwigsburg, zurück.